# Borgo fortificato di Policorvo
Il borgo fortificato di Policorvo è sito in contrada Policorvo nel comune di Carpineto Sinello  in Provincia di Chieti.

## Descrizione
Villa pre-napoleonica corrispondente all'attuale omonima frazione, consistente in un borgo fortificato con chiesa. Nell'anno 1036 è menzionato per la prima volta come castello di Pesucurulo. Anche la chiesa di Sancta Maria ad Sinellum ivi eretta, diruta dopo il XVI sec., deve essere antica (forse citata già nel IX sec.). Non si ha traccia di questo castello in epoca angioina. Noto in precedenza come Policorno, tassato per la prima volta nel 1443-7, viene nel 1468 associato a Carpineto. Disabitato, riemerge nel 1561 come Villa di Carpineto ed è numerato anche nel 1595 e nel 1648. Il borgo attuale risale al XIV-XV secolo con modifiche nel XVII secolo e nel XIX secolo. La villa fortificata, cosi come appare oggi, venne eretta dal barone  Cesare Cauli intorno al 1670, utilizzando le rovine dell'antico castello che sorgeva adiacente alla cappella baronale di Santa Vittoria. L'impianto consta di un palazzo fortificato principale, di forma quadrata con annesso cortile, di cui sono andate distrutte le due torri intorno alla metà del XIX secolo, con una cerchia di mura a scarpa su cui sono state poi costruite case coloniche. Il borgo, che comprende la chiesa di Santa Vittoria, ad aula unica, passò di mano diverse volte, a partire dalla famiglia degli Accorciamuro nel 1476, fino ad arrivare alla famiglia Antonini che nel 1674 lo cedette alla famiglia dei Baroni Cauli di Torrebruna; questi nel 1702 ottennero l'intestazione del feudo, chiamandosi da allora Baroni Cauli di Policorvo. Gli edifici sono in pietra calcarea ed arenaria.
La sua cronologia come entità civile è: 
- XI Secolo: Castello di Policorvo
- 1443: Località di Carpineto
- Villa fortificata1443-1468: Università di Policorvo

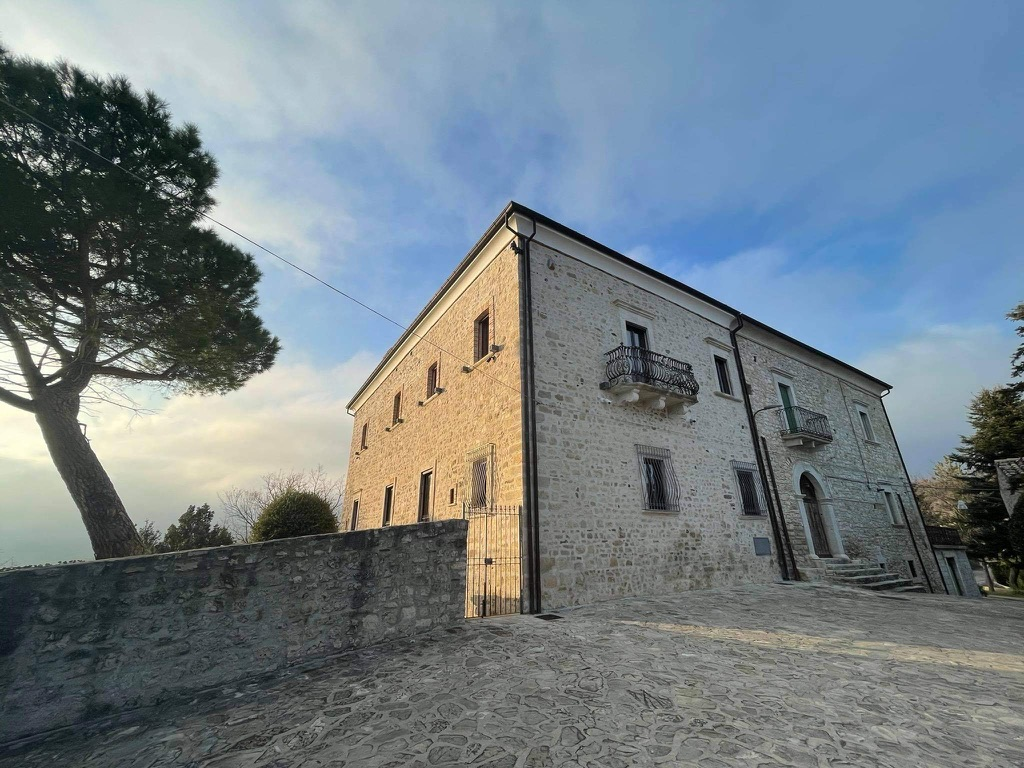
Villa fortificata

- 1468-1561: Feudo di Policorvo associato a Carpineto
- 1561-1669: Università di Villa Policorvo
- 1669-1807: Villa e Feudo di Policorvo
- 1807-1811: Aggregato al governo di Atessa
- 1811-Oggi: Frazione di Carpineto Sinello

La sua cronologia come titolarità del feudo è:
- 1476-1546:   Accolzamuro o Accorciamuro
- 1546-1580:    Pignatelli
- 1580-1635:    Caracciolo, Fioretti
- 1635-1674:    Baroni Antonini
- 1674-1806:   Baroni Cauli